# محمد الحبتور
محمد خلف الحبتور (1968-)، هو رجل أعمال إماراتي. وابن الملياردير نائب رئيس مجلس إدارة والرئيس التنفيذي لمجموعة الحبتور.
والده مؤسس مجموعة الحبتور ويعتبر شخصية ذات وضع مرموق في المجتمع.

## حياته ونشأته
هو خريج جامعة أي تي أي الأمريكية، التي حصل منها على تخصص في إدارة الفنادق والمطاعم، وكان قد نال تخصصات أخرى في جامعتي ساري وسلو البريطانيتين، وكذلك من جامعة كورنيل الأمريكية، وقد جعلته خبراته الأكاديمية والعلمية، يطور من أدائه العملي، ليتمكن من قيادة شركة أسسها والده خلف الحبتور، المعروف بذكائه وحنكته الكبيرة في العمل، فقد تمكن من تأسيس مجموعة تحولت مع الزمن إلى واحدة من أكبر الشركات على مستوى المنطقة.

## مجموعة الحبتور

### المؤسس
بدأ خلف الحبتور مسيرته المهنيّة موظّفاً في شركة إنشاءات إماراتية محليّة، ليؤسّس بعد ذلك عام 1970 شركته الخاصّة والتي أطلق عليها آنذاك اسم شركة الحبتور للمشاريع الهندسية، وصادف ذلك وقت تأسّس اتحاد دولة الإمارات العربية المتحدة عام 1971.
وفي وقت لاحق، أصبح لديه شركات عديدة تعمل جميعها تحت مظلة مجموعة الحبتور.
تعمل المجموعة بشكل رئيس في قطاع الإنشاءات، لكنّها تُعنى أيضاً بإدارة الفنادق الكبيرة، والاستثمارات العقاريّة، والمؤسسات التربوية، والتأمين، ووكالات توزيع السيارات، وتأجير السيارات، وقطاع النشر.
من المعروف عن محمد الحبتور أنه شخص متفائل بطبيعته، وينعكس تفاؤله هذا على أعماله باستمرار، بل وعلى اقتصاد إمارة دبي بشكل عام. ولذلك عندما يتحدث عن إمارة دبي فإنه لا يتحدث عن مجرد مدينة يعيش فيها، بل يتحدث عن مكان يحبه، ويحقق فيه آماله وطموحاته، يقول: “من خلال ما نتابعه من مؤشرات فإنه يمكننا ملاحظة أن كل سنة أفضل من سابقتها في اقتصاد إمارة دبي، ما يعطينا مؤشراً قوياً ودليلاً واضحاً على تعافي الحالة الاقتصادية التي لا تزال آثارها ظاهرة في العديد من دول العالم حتى يومنا هذا، وهذا يدل بشكل قاطع على السياسة الاقتصادية الناجعة التي يضعها المسؤولون في البلد، أما بالنسبة للقطاع العقاري فإننا نشهد زيادة إيجابية في معدلات البيع والشراء، ولكن ما أتمناه حقاً في هذا المجال، هو أن تكون هناك رقابة دقيقة ومستمرة من قبل الجهات المسؤولة على هذا القطاع، ومتابعة أي تطور في السوق العقارية ومعرفة الأشخاص العاملين في هذا المجال، ومراقبة المصادر المالية، للمحافظة على الإدارة الحكومية والسمعة العالمية لدبي

#### مناصبه
المناصب الحاليّة لخلف الحبتور:
- رئيس مجلس إدارة مجموعة الحبتور
- رئيس مجلس إدارة شركة دبي الوطنية للتأمين وإعادة التأمين

### الجوائز والإنجازات
- جائزة الطاووس الذهبي للإنجاز مدى الحياة للأعمال التجارية الاجتماعية، 2017
- «وسام الاستحقاق من الجمهورية المجرية، برتبة فارس» من قبل وزارة الخارجية المجرية (مايو 2016)
- درع الهلال الأحمر للعمل الإنساني.
- جائزة الشيخ عيسى بن علي آل خليفة للعمل التطوعي في البحرين (سبتمبر 2015)
- جائزة أفضل مستثمر سياحي في الوطن العربي من المركز العربي للإعلام السياحي (سبتمبر 2015)
- تكريم من الشيخ حمدان بن زايد آل نهيان لدعمه لهيئة الهلال الأحمر (يوليو 2015)
- جائزة أصدقاء الهند الذهبيين من مجلس الأعمال التجاري والمهني الهندي. (يناير 2015)
- جائزة الإنجاز لمدى الحياة من قمة C3 الأمريكية-العربية في نيويورك (أكتوبر 2014)
- الجائزة العالمية للإنجازات الإنسانية وفي مجال الأعمال من المجلس الوطني للعلاقات الأمريكية-العربية في الدورة الثالثة والعشرين للمؤتمر العربي-الأمريكي السنوي لصنّاع السياسات في واشنطن.

دكتوراه فخرية من الجامعة الأمريكية في القاهرة في يونيو 2014
- تقدير من مؤتمر المحاكاة الطبية الأول في دولة الإمارات لعام 2014
- جائزة رمز الأعمال الهندية – الإماراتية ضمن جوائز الأعمال الآسيوية من منتدى القيادات (ديسمبر 2013)
- جائزة الإنجاز لمدى الحياة من جوائز غلف بيزنس لقطاع الأعمال، في سبتمبر 2013
- جائزة الإنجاز لمدى الحياة من مؤتمر الاستثمار العربي الفندقي، 2013
- الدرع الفخري من الجامعة الأمريكية في الشارقة لمساهمته في الصندوق الوقفي للجامعة (2011)
- درع الاستحقاق من الأمم المتحدة (2011)
- الجائزة الفخرية من الجامعة الأمريكية في القاهرة، 2010
- شهادة الدكتوراه الفخرية في العلوم الإنسانية من جامعة إلينوي (2010)
- جائزة القيادة البارزة للأعمال من المعهد البريطاني للتكنولوجيا والتجارة الإلكترونية في المنتدى العالمي للتقنية العالية في لندن (2010)
- جائزة الشارقة للعمل التطوعي من الشيخ سلطان بن محمد القاسمي، 2009
- جائزة المنتدى العالمي من البرلمان البريطاني، 2007